# Артені (вулкан)
Артені (вірм. Արտենի) — потенційно активний вулкан у  Вірменії, в області Арагацотн. Артені складається з двох гір, що злилися підніжжями: Артені і Покр (Малий) Артені.
Висота вершини Артені над  рівнем моря становить 2047 м, відносна висота — 860 м. Висота над  рівнем моря Малого Артені становить 1753 м. Останнє виверження вулкана Артені було зафіксовано у 1340 р. В околицях вулкана розташовані населені пункти: Талін, Аревут, Артені, Арег.
Гора відома своїм  ендеміком —  дзвіночком Массальского (Campanula massalskyi), який за винятком цієї місцевості поширений лише в певній обмеженій території Туреччини .